# Bahnhof Liverpool Crown Street
Der Bahnhof Liverpool Crown Street war der erste Bahnhof in Liverpool und sein Empfangsgebäude zusammen mit den anderen entlang der Liverpool and Manchester Railway (L&MR) eines der ersten, die für die Eisenbahn errichtet wurden. Es war allerdings nur sechs Jahre lang in Betrieb.

## Bahnhofsanlage
Die Bahnstrecke erreichte den Bahnhof durch den 266 m langen eingleisigen Crown-Street-Tunnel unter dem Edge Hill von dessen anderem Ende sie durch den steilen Geländeeinschnitt Edge Hill Cutting Richtung Osten zum Bahnhof Edge Hill führte. Der zentrale Teil des Bahnhofs bestand aus dem Empfangsgebäude, einer Bahnsteighalle und zwei Außenbahnsteigen. In der Mitte, zwischen den beiden Bahnsteiggleisen, verlief ein drittes Gleis. Die drei Gleise waren am Gleisende durch ein Quergleis verbunden, das Fahrzeuge über Drehscheiben befahren und so gewendet werden konnten.
Wegen des steilen Gefälles zwischen den Bahnhöfen Edge Hill und Liverpool Crown Street hielten aus Richtung Manchester kommende Züge zunächst in Edge Hill, wo die Lokomotive abgekuppelt wurde. Anschließend rollten die Züge von Bremsern überwacht hinunter zum Bahnhof Liverpool. In die Gegenrichtung wurden die Wagen an einem Seil von einer stationären Dampfmaschine hinaufgezogen.

## Geschichte
Der Bahnhof wurde am 15. September 1830 als Endbahnhof der L&MR in Liverpool eröffnet. Von hier aus startete der Eröffnungszug. Der Bahnhof diente ausschließlich dem Personenverkehr, der am Tag nach der Eröffnung aufgenommen wurde.
Der Bahnhof Crown Street lag weit außerhalb des damaligen Zentrums von Liverpool. Für Reisende bestand ein Zubringerverkehr mit Pferdeomnibussen von der und in die Stadt. Der Bahnhof wurde am 15. August 1836 als Personenbahnhof aufgegeben, nachdem die Bahnstrecke nach Birmingham an die L&MR anschloss und den Betrieb aufnahm: Bereits nach sechs Jahren war der Bahnhof Liverpool Crown Street für den wachsenden Verkehr zu klein geworden. Der innenstadtnähere Bahnhof Liverpool Lime Street eröffnete und ersetzte den ersten Bahnhof Liverpools. Das Gelände des Bahnhofs Crown Street wurde als Güterbahnhof weiter genutzt, die Zufahrt 1846 durch einen zweigleisigen Tunnel von Edge Hill aus ergänzt. Der Güterbahnhof wurde 1972 geschlossen und zusammen mit der Zufahrtsstrecke – einschließlich dem Crown-Street-Tunnel – stillgelegt.

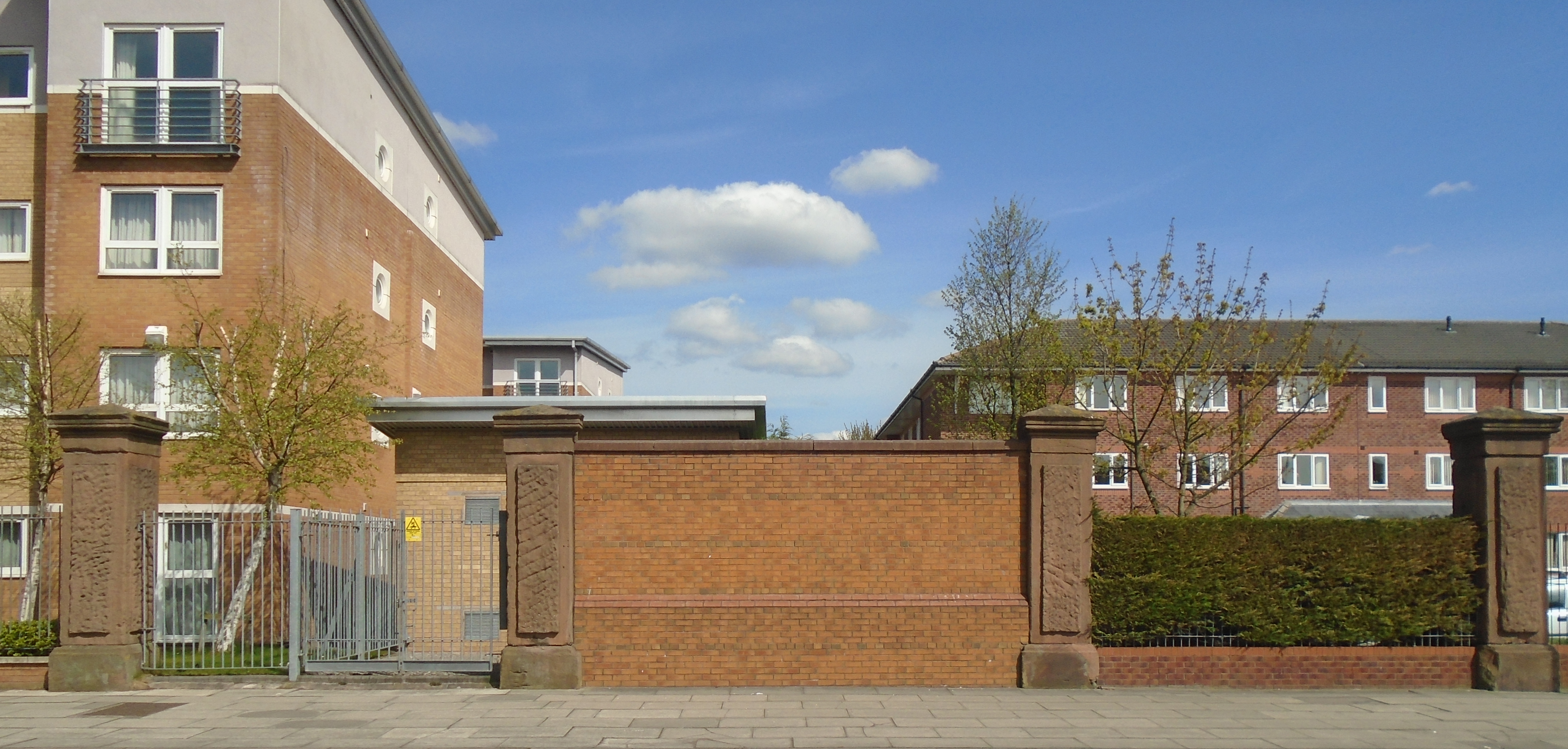
Letzter Überrest des Bahnhofs: Ein kurzer Abschnitt der Umfassungsmauer

Das Gelände wurde anschließend als Park gestaltet, wobei das Westportal des ursprünglichen eingleisigen Tunnels von 1830 zugeschüttet wurde. Der zweite Crown-Street-Tunnel von 1846 wird heute noch als Ausziehgleis genutzt. Auf einem Teil des ehemaligen Güterbahnhofs wurden Studentenwohnungen für die nahe gelegene Universität Liverpool errichtet. Ein kurzes Stück der Umfassungsmauer des Bahnhofsgeländes ist erhalten, eine Gedenktafel erinnert an den Standort des Bahnhofs. In der Nähe des Zauns an der Falkner Street befinden sich außerdem einige der ursprünglichen Steinschwellenblöcke.

## Empfangsgebäude
Innovativ an dem Ensemble aus Empfangsgebäude und Bahnsteighalle war letztere, während das Empfangsgebäude in der damals üblichen Form von Wohn- oder Geschäftsgebäuden gestaltet und im öffentlichen Raum als „Bahnhof“ kaum auffiel. Es war ein zweigeschossiges, langgestrecktes Gebäude mit nur zwei Fensterachsen an der Schmalseite in klassizistischen Formen. Als Urheber gelten der Architekt John Forster Junior und George Stephenson. Das Empfangsgebäude wurde nach der Umwandlung der Anlage in einen Güterbahnhof zu einem unbekannten Zeitpunkt, aber wohl bald, abgerissen.